# Hans Gruler

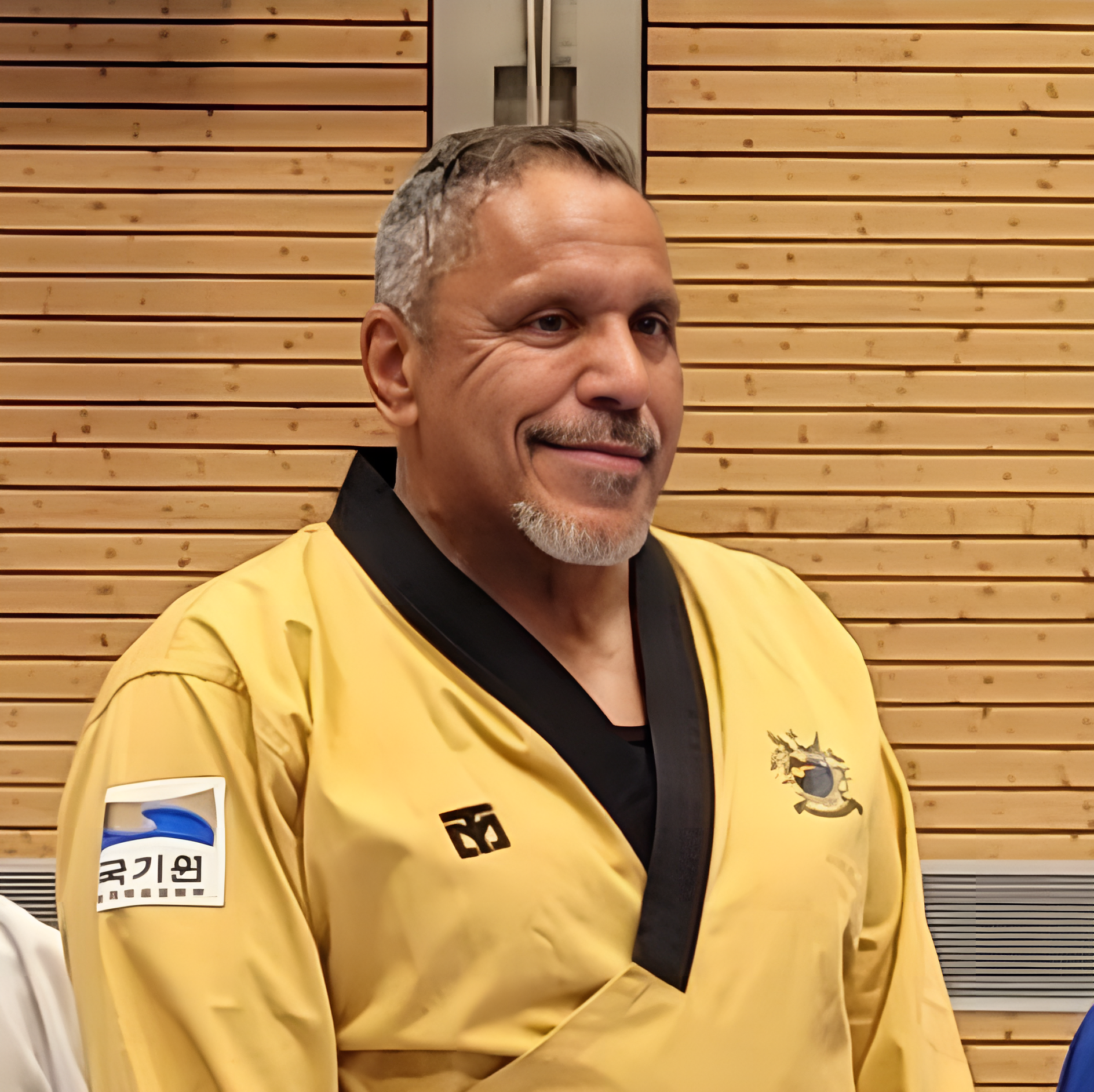
Hans Gruler (2024)

Hans Gruler (* 7. Januar 1955 in Frankfurt am Main) ist ein deutsch-amerikanischer Taekwondo-Großmeister.

## Leben
Im Jahr 1971 begann Gruler im Alter von 16 Jahren seine Taekwondo Ausbildung im Armare Sportverein e. V. Frankfurt am Main. Unter der Leitung von Meister Armando Chavero, der selbst von Großmeister Kwon Jae Hwa ausgebildet und Vizeweltmeister bei den 1. WTF Taekwondo-Weltmeisterschaften in Korea wurde, erlernte Gruler schnell die Techniken des koreanischen Kampfsportes. Gruler wurde Meisterschüler von Meister Chavero. Er absolvierte 1976 die Prüfung zum 1. KUP.
Er verließ 1977  seinen Trainer und Mentor und gründete seinen eigenen Verein Taekyon e. V. in Frankfurt am Main. Mit Hilfe der Stadt Frankfurt am Main bekam Gruler die Turnhalle der Wöhlerschule am Dornbusch zugeteilt und konnte seine eigenen Vorstellungen vom Kampfsport umsetzen. Der Verein wuchs innerhalb auf circa 150 Mitglieder. Viele seiner Schüler kamen aus den Taekwondo Vereinen der Stadt Gelnhausen angereist. Durch die Standortnähe des Taekyon Vereins zu den US-amerikanischen Kasernen in Wiesbaden wurde auch GIs auf die Trainingsmethoden von Gruler aufmerksam.
1978 bestand Gruler die Prüfung zum 1. DAN im Verband ITF Taekwondo. Durch den Einfluss seiner amerikanischen Schüler baute Gruler ab 1980 seine Boxtechniken aus. Seine Philosophie besteht darin, eine stärkere Verbindung zwischen dem Taekwondo und Boxen herzustellen. Im Vordergrund steht effiziente Techniken mit Fuß und Hand zu erlernen, auf das Wesentliche zu reduzieren und zu perfektionieren. Das Taekwondo bildet die Basis von Grulers Training. Das Boxen dient als Erweiterung dieser Fähigkeiten.
Während seiner aktiven Zeit als Trainer und Kämpfer übernahm Gruler das Amt des Landestrainers Hessen der WACO und war Bundestrainer des Budo-Sportverbands.
Im Jahr 1998 gab Gruler seinen Verein und alle Ämter ab. Im Jahr 2000 gründete er, zusammen mit dem Boxtrainer Hans Hornung, die Taekwondo-Boxabteilung in Niederhöchstadt/Eschborn. Erstmals unterrichtete er Kinder ab dem siebten Lebensjahr. 2002 entschieden Gruler und Hornung, die beiden Sportarten Boxen und Taekwondo in eigenständige Abteilungen zu trennen. 2004 wechselte Gruler vom ITF Taekwondo-Verband zum WTF-Taekwondo. Gruler gründete im Jahr 2014 innerhalb seiner Abteilung die zwei Kampfsportgruppen Taekwondo und Kickboxen, die zusammen ca. 200 Mitglieder und eine Trainingsbeteiligung im Jugendbereich von knapp 60 Jugendlichen pro Trainingseinheit zählt.
Als Großmeister, mittlerweile 6. DAN, unterrichtet er weiter seine jungen und älteren Schüler sowie Kinder seiner ehemaligen Schüler. Gürtelprüfungen werden in seinem Verein durch externe Großmeister abgenommen. Somit soll ein internationaler Standard für Leistung erreicht und beibehalten werden.
Gruler tendiert zu unkonventionellen und außergewöhnlichen Trainingsmethoden. Unter anderem kommt es immer wieder zum gemeinsamen Training zwischen seinem Taekwondo-Verein und anderen Kampfsportvereinen (Muay Thai etc.) oder Fußballmannschaften.

## Erfolge

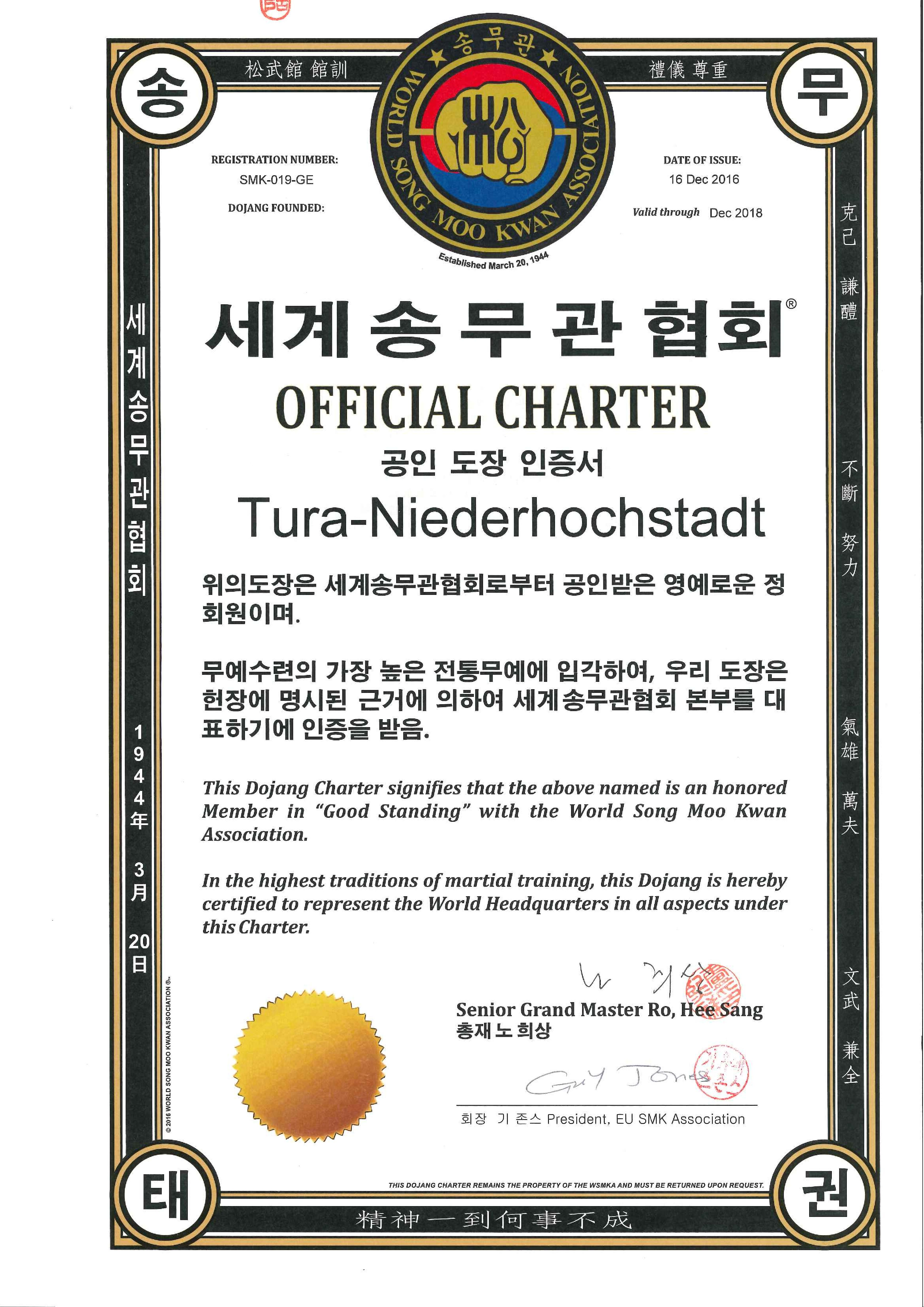
Certificate of Song-Moo-Kwan Association for Tura Niederhochstadt Taekwondo

Im Laufe seiner Karriere konnte er eine Vielzahl von Meisterschaften für sich bestreiten. Darunter siebenfacher Westdeutscher Meister, deutscher Meister, als auch zweifacher Weltmeister.
Seine Schüler sind ebenfalls erfolgreiche Kämpfer, die unter seiner Führung, Deutscher Meister, Hessenmeister, Vize- und Weltmeister im Taekwondo und Kickboxen geworden sind.
Grulers ältester Sohn, Louis Markus (3. Dan Taekwondo, 1. Dan Kickboxen), ist mehrfacher Deutscher Meister im Schwergewicht-Leichtkontakt im Kickboxen und gewann bei der Weltmeisterschaft der World-Kickboxing-Association in Schottland 2010 in der Kategorie Team-Kampf die Gold-Medaille für Deutschland, sowie 2016 Weltmeister im Kickboxen (WKU-Verband).
Gruler hat inzwischen 20 Schwarzgurte ausgebildet (1.–3. DAN), welche ihm im Training zur Seite stehen.
Seit Dezember 2016 präsentiert Grulers Dojang offiziell, aufgrund seiner Trainingsmethoden und -erfolge, den weltweiten Hauptsitz der Songmookwan-Taekwondo. Es ist eine der höchsten Qualifizierung für ein Taekwondoin und seinen Verein.